# Shanghai Golden Grand Prix 2017
Shanghai Golden Grand Prix 2017 – mityng lekkoatletyczny, który odbył się 13 maja w Szanghaju. Zawody były drugą odsłoną prestiżowej Diamentowej Ligi w sezonie 2017.

## Rezultaty

### Mężczyźni
| Konkurencja:               | 1. miejsce         | Rezultat     | 2. miejsce          | Rezultat | 3. miejsce        | Rezultat |
| Bieg na 100 m              | Su Bingtian        | 10,09        | Michael Rodgers     | 10,13    | Ben-Youssef Meïté | 10,15    |
| Bieg na 200 m              | Noah Lyles         | 19,90 =WL PB | LaShawn Merritt     | 20,27    | Adam Gemili       | 20,35    |
| Bieg na 800 m              | Kipyegon Bett      | 1:44,70      | Robert Biwott       | 1:45,15  | Ferguson Rotich   | 1:45,17  |
| Bieg na 110 m przez płotki | Omar McLeod        | 13,09        | Orlando Ortega      | 13,15    | Xie Wenjun        | 13,31    |
| Bieg na 400 m przez płotki | Bershawn Jackson   | 48,63        | Louis Jacob van Zyl | 49,35    | Rasmus Mägi       | 49,38    |
| Skok wzwyż                 | Mutazz Isa Barszim | 2,33         | Wang Yu             | 2,30     | Andrij Procenko   | 2,27     |
| Skok o tyczce              | Sam Kendricks      | 5,88         | Renaud Lavillenie   | 5,83     | Shawnacy Barber   | 5,60     |
| Skok w dal                 | Luvo Manyonga      | 8,61         | Gao Xinglong        | 8,22     | Huang Changzhou   | 8,20 PB  |
| Rzut dyskiem               | Philip Milanov     | 64,94        | Piotr Małachowski   | 64,36    | Daniel Ståhl      | 64,14    |

### Kobiety
| Konkurencja:                  | 1. miejsce          | Rezultat       | 2. miejsce       | Rezultat | 3. miejsce         | Rezultat    |
| Bieg na 100 m                 | Elaine Thompson     | 10,78 WL       | Tori Bowie       | 11,04    | Marie Josée Ta Lou | 11,07       |
| Bieg na 400 m                 | Shaunae Miller-Uibo | 49,77 WL       | Natasha Hastings | 50,74    | Olha Zemlak        | 50,89       |
| Bieg na 1500 m                | Faith Kipyegon      | 3:59,22 WL     | Dawit Seyaum     | 4:00,52  | Besu Sado          | 4:03,10     |
| Bieg na 5000 m                | Hellen Obiri        | 14:22,47 WL PB | Senbere Teferi   | 14:31,76 | Letesenbet Gidey   | 14:36,84 PB |
| Bieg na 3000 m z przeszkodami | Ruth Jebet          | 9:04,78        | Hyvin Jepkemoi   | 9:06,72  | Celliphine Chespol | 9:07,08     |
| Pchnięcie kulą                | Gong Lijiao         | 19,46          | Daniella Bunch   | 18,98    | Anita Márton       | 18,69       |
| Rzut dyskiem                  | Sandra Perković     | 66,94          | Dani Samuels     | 66,47    | Denia Caballero    | 65,76       |

## Wyniki reprezentantów Polski

### Mężczyźni
- bieg na 800 metrów: 5. Adam Kszczot – 1:45,45 EL; 6. Marcin Lewandowski – 1:45,87
- skok wzwyż: 6. Sylwester Bednarek – 2,26
- rzut dyskiem: 2. Piotr Małachowski – 64,36; 6. Robert Urbanek – 61,94

### Kobiety
- bieg na 400 metrów: 6. Justyna Święty – 51,64
- bieg na 1500 metrów: 6. Angelika Cichocka – 4:06,23 EL

## Rekordy
Podczas mityngu ustanowiono 1 krajowy rekord w kategorii seniorów:
| Zawodnik   | Reprezentacja | Konkurencja        | Rezultat |
| ---------- | ------------- | ------------------ | -------- |
| Xie Zhenye | Chiny         | bieg na 200 metrów | 20,40    |